# La Verrie
La Verrie korábbi község Franciaország Loire mente régiójában, Vendée megyében. 2019. január 1-jén Chambretaud korábbi községgel egyesült és az így létrejött Chanverrie új község része lett.
Lakosainak száma 3922 fő (2018. január 1.). La Verrie Mortagne-sur-Sèvre, Chambretaud, La Gaubretière, Saint-Aubin-des-Ormeaux, Saint-Laurent-sur-Sèvre, Saint-Malô-du-Bois és Saint-Martin-des-Tilleuls községekkel határos.

## Népesség
A település népességének változása:
| Lakosok száma | 3839 | 3967 | 4113 | 3954 | 3922 |
|               | 2013 | 2015 | 2016 | 2017 | 2018 |